# Prosopocera bettoni
Prosopocera bettoni är en skalbaggsart som först beskrevs av Charles Joseph Gahan 1898.  Prosopocera bettoni ingår i släktet Prosopocera och familjen långhorningar. Inga underarter finns listade i Catalogue of Life.